# Rudolf Schreiber (Archivar)
Rudolf Josef Schreiber (* 8. März 1907 in Neudek, Österreich-Ungarn; † 25. Oktober 1954 in Speyer) war ein deutscher Archivar und Historiker.

## Leben
Nach dem Besuch des Realgymnasiums in Karlsbad studierte Rudolf Schreiber ab 1926 Geschichte, Germanistik und Geographie an der Deutschen Karls-Universität Prag, unterbrochen durch zwei Semester an der Philipps-Universität in Marburg. Er promovierte 1931 in Prag zum Dr. phil. und legte 1934 die Staatsprüfung für das höhere Lehramt ab. An der staatlichen Archivschule in Prag erwarb er 1937 das Staatliche Archivardiplom.
1931 bis 1935 war er Mitarbeiter der „Deutschen Gesellschaft der Wissenschaften“ in Prag, 1935 bis 1939 Assistent am Historischen Seminar der Deutschen Universität Prag. 1937 habilitierte er sich für tschechoslowakische Geschichte an der Deutschen Universität Prag und war danach Privatdozent. Rudolf Schreiber wurde 1939 als Mitglied der deutschen Schriftgutkommission am Prager Staatsarchiv mit der Aktensondierung für die 57 deutschen Stadt- und Landkreise beauftragt, die durch das Münchner Abkommen von den böhmischen Ländern abgetrennt wurden und wurde in die Nationalsozialistische Deutsche Arbeiterpartei (NSDAP) mit der Mitgliedsnummer 7.165.261 aufgenommen. 1940 erhielt er eine Berufung an das Prager Stadtarchiv und wurde 1941 dessen Leiter.
Am 5. Dezember 1944 erfolgte die Berufung zum außerplanmäßigen Professor für Mittlere und Neuere Geschichte an der deutschen Universität Prag. Er war 1937 bis 1943 Schriftleiter der „Zeitschrift für sudetendeutsche Geschichte“, bis 1943 stellvertretender Leiter des „Staatlichen Historischen Instituts“ in Prag, 1941 bis 1943 Geschäftsleiter des „Vereins für Geschichte der Deutschen in Böhmen“, 1943 bis 1945 Herausgeber der „Forschungen aus Prags Vergangenheit und Gegenwart“, 1944 korrespondierendes Mitglied der „Deutschen Akademie der Wissenschaften“ in Prag. 1944 Träger des wissenschaftlichen Förderungspreises der Stadt Prag und Einberufung zur deutschen Wehrmacht. Seine Angehörigen wurden 1945 im Zuge der Vertreibung der Deutschen aus der Tschechoslowakei zum Verlassen des Landes gezwungen.
Nach Kriegsende des Zweiten Weltkriegs (1939–1945) aus der Kriegsgefangenschaft entlassen, wurde Rudolf Schreiber 1946 Mitglied der Ackermann-Gemeinde. 1950 wurde er zum Direktor des Staatsarchivs in Speyer berufen, eine Position, die er bis zu seinem überraschenden Tode 1954 innehatte. 1950 war er auch Gründungsmitglied des J.G.Herder-Forschungsrates in Marburg, seit 1951 Vorsitzender der Wissenschaftlichen Kommission des Historischen Vereins der Pfalz. 1948 Festredner der ersten Massenkundgebung heimatvertriebener Sudetendeutscher in Bad Aibling, gehörte er im Dezember 1949 zu den Unterzeichnern der „Eichstätter Erklärung“ der Sudetendeutschen. 1949 bildete er im Rahmen des Adalbert-Stifter-Vereins den Kreis „Collegium Carolinum“ ehemaliger Prager Professoren und bemühte sich um die Erstellung eines gleichnamigen und erst nach seinem Tod 1956 errichteten Collegium Carolinum (Institut) – Forschungsstelle für die böhmischen Länder in München. Seit 1953 Herausgeber der „Forschungen zur Geschichte und Landeskunde der Sudetenländer“ sowie Mitherausgeber des Stifter-Jahrbuchs wurde er zudem 1954 Gründungsvorsitzender (Obmann) der Historischen Kommission der Sudetenländer gewählt. Sein wissenschaftlicher Nachlass wird im Landeshauptarchiv Koblenz verwaltet. Einer seiner Enkel ist Hanno Girke.

## Schriften
- Als Schriftleiter der „Zeitschrift für sudetendeutsche Geschichte“ gab er zahlreiche Publikationen zur Geschichte Böhmens und zur Stadt Prag heraus.
- Das Elbogener Urbar des Grafen Schlick von 1525. Prag 1934.
- Der Elbogener Kreis und seine Enklaven nach dem 30jährigen Kriege. Prag 1935.
- Vom Archivwesen der neuen Tschechoslowakei, 1950.
- Prag, die vielgestaltige Stadt. Ein kurzer Abriß seiner Geschichte, 1952.
- Struktur und Schicksale des Archivwesens in der heutigen Pfalz, 1953.
- Das Staatsarchiv Speyer und die Archivpflege in der Pfalz, 1953.
- Als Speyerer Archivar veröffentlichte er zahlreiche Publikationen, z. B. in „Pfälzer Heimat“, „Pfälzer Heimatblätter“, „Mitteilungen des Historischen Vereins der Pfalz“.
- Das Spenderbuch für den Bau der protestantischen Salvatorkirche (1610 – 1615), 1956, posthum in der Reihe „Forschungen zur Geschichte und Landeskunde der Sudetenländer“